# Gaotian, Yunnan
Gaotian är en socken i Kina. Den ligger i provinsen Yunnan, i den sydvästra delen av landet, omkring 400 kilometer nordost om provinshuvudstaden Kunming. Antalet invånare är 27 419. Befolkningen består av 12 834 kvinnor och 14 585 män. Barn under 15 år utgör 26,0 %, vuxna 15-64 år 65 %, och äldre över 65 år 8,0 %.